# 君山舞夕奈
君山 舞夕奈（きみやま まゆな、1990年4月2日 - ）は、茨城県出身のバスケットボール選手である。ニックネームは「シュウ」。ポジションはフォワード。

## 来歴
土浦日大高から日本航空に入社。
日本航空廃部とともに、チーム譲渡先である新潟アルビレックスBBラビッツに移籍。2016年引退。

## 経歴
- 土浦日大高校 - 日本航空（2009年〜2011年）- 新潟アルビレックスBBラビッツ（2011年〜2016年）

## 参照
1. ↑  “選手現役引退のお知らせ”.   新潟アルビレックスBBラビッツ (2016年3月17日). 2016年3月17日閲覧。